# Wolfgang on My Mind
Wolfgang on My Mind från 2008 är ett musikalbum där Radiojazzgruppen spelar musik av Georg Riedel.

## Låtlista
All musik är skriven av Georg Riedel.
1. Årstiderna – 8:36
2. Höst – 5:34
3. Coda – 5:02
4. Johan Petter I – 2:29
5. Johan Petter II – 9:22
6. Johan Petter III – 2:52

Wolfgang on My Mind
1. I. Andante sostenuto – 11:24
2. II. Andante – 6:37
3. III. Menuetto – 5:43
4. IV. Andante con moto – 2:43
5. V. Presto – 1:03

## Inspelningsdata
Inspelad i Studio 2 på Radiohuset i Stockholm.
5 december 1967 (spår 1–2)
13 maj 1968 (spår 3)
12 februari 1967 (spår 4–6)
15 december 1991 (spår 7–11)

## Medverkande
- Radiojazzgruppen
- Solister
  - Claes Rosendahl – flöjt (spår 1–2)
  - Jan Johansson – piano (spår 1–6)
  - Jan Allan – trumpet (spår 1–2, 7–11)
  - Lennart Åberg – tenorsax (spår 1–11)
  - Egil Johansen – trummor (spår 1–2, 4–6)
  - Rune Gustafsson – gitarr (spår 4–6)
  - Arne Domnérus – altsax (spår 4–6)
  - Bobo Stenson – piano (spår 7–11)
  - Nils Landgren – trombon (spår 7–11)
  - Johan Alenius – altsax(spår 7–11)
  - Anders Kjellberg – trummor (spår 7–11)
  - Bengt Stark – slagverk (spår 7–11)